# جون كريستي هولاند
جون كريستي هولاند هو قس كندي، ولد في 25 ديسمبر 1882، وتوفي في 22 يونيو 1954.